# Paretaxalus
Paretaxalus is een kevergeslacht uit de familie van de boktorren (Cerambycidae). De wetenschappelijke naam van het geslacht werd voor het eerst geldig gepubliceerd in 1938 door Breuning.

## Soorten
Paretaxalus omvat de volgende soorten:
- Paretaxalus mucronatus (Schwarzer, 1931)
- Paretaxalus sandacanus Breuning, 1938